# 麦克法迪恩-史蒂文斯反应
麦克法迪恩-史蒂文斯反应（McFadyen-Stevens reaction）指碱催化下，酰基磺酰肼发生热分解，生成相应的醛类。
达德曼等发展了一种不同的酰肼试剂。

## 反应机理
反应的具体机理仍不很清楚。有认为反应机理是由底物的去质子化、质子1,2-迁移以及断裂反应所组成，最后一步中烷氧负离子断裂，得到产物，并生成芳基亚磺酸根离子(5)、放出氮气。
也有认为反应是经过酰基氮烯中间体进行。